# (157491) Rüdigerkollar
(157491) Rüdigerkollar, désignation internationale (157491) Rudigerkollar, est un astéroïde de la ceinture principale.

## Description
(157491) Rudigerkollar est un astéroïde de la ceinture principale. Il fut découvert le 8 septembre 2005 à Radebeul par Martin Fiedler. Il présente une orbite caractérisée par un demi-grand axe de 3,06 UA, une excentricité de 0,20 et une inclinaison de 3,3° par rapport à l'écliptique.

## Compléments